# Serie B 2019-2020 (calcio a 5)
La Serie B 2019-2020 è stata la 22ª edizione del campionato nazionale di calcio a 5 di terzo livello e la 30ª assoluta della categoria. La stagione regolare è iniziata il 5 ottobre 2019 e si sarebbe dovuta concludere il 18 aprile 2020, prolungandosi fino al 13 giugno con la disputa dei play-off, ma è stata interrotta dalla pandemia di COVID-19 del 2020. Nonostante il bilancio tra promozioni e retrocessioni della scorsa stagione fosse calibrato per aumentare l'organico a 104 unità, l'elevato numero di defezioni ha determinato un saldo negativo perfino rispetto all'edizione precedente. In aggiunta al vuoto lasciato dall'esclusione dell'Academy Marigliano nel precedente campionato di Serie A2, quattro società sono state ripescate nella categoria superiore. Tra le aventi diritto, 16 società non risultano iscritte, compensate solo in parte dalle 8 domande di ammissione provenienti dai campionati regionali. Pertanto, il consiglio direttivo della Divisione Calcio a 5 ha fissato in 91 Società l'organico della Serie B. 

## Regolamento
Al termine della stagione, sono state promosse in Serie A2 le vincenti degli otto gironi. Un'ulteriore società sarebbe stata promossa tramite i play-off, a cui avrebbero preso parte le 32 società classificatesi tra il secondo e il quinto posto, ma la Divisione Calcio a cinque ha deciso poi di promuovere le sole vincenti dei gironi, a causa della pandemia di COVID-19 del 2020. In caso di numero di partite impari tra squadre interessate alla promozione si è applicata la media punti. In caso di ulteriore parità si sarebbe applicata la classifica avulsa (punti ottenuti negli scontri diretti, differenza reti negli scontri diretti, differenza reti generale, reti realizzate in generale, sorteggio), tenendo conto degli scontri diretti anche se questi fossero risultati incompleti. Per ogni girone, le società giunte all'ultimo e al penultimo posto si sarebbero affrontate nei play-out per determinare le otto retrocessioni nei campionati regionali. Il play-out non avrebbe avuto luogo se fra le due società vi sarebbero stati 8 o più punti: in tal caso sarebbe retrocessa direttamente l'ultima classificata, ma la Divisione Calcio a cinque ha poi comunicato che sarebbero retrocesse nei campionati regionali direttamente le ultime di ogni girone.

## Avvenimenti

### Sorteggio calendari
Il calendari dei gironi sono stati resi noti venerdì 2 agosto sulle pagine social della Divisione Calcio a 5 e sulle edizioni del giorno successivo di Corriere dello Sport e Tuttosport, media partner della Divisione Calcio a 5.

### Soste
| Data        | Evento                               |
| ----------- | ------------------------------------ |
| 21 dicembre | Coppa Italia Serie B (Primo turno)   |
| 28 dicembre | Sosta invernale                      |
| 4 gennaio   | Sosta invernale                      |
| 11 gennaio  | Coppa Italia Serie B (Secondo turno) |
| 20-22 marzo | Coppa Italia Serie B (Final eight)   |
| 12 aprile   | Pasqua                               |

### Sospensione
A causa dell'insorgenza di alcuni casi di infezione da COVID-19 in Italia sono state rinviate dapprima le partite previste dal 5 al 15 marzo e, successivamente, fino al 3 aprile (queste ultime inizialmente programmate a porte chiuse). Visto il prolungarsi dell'emergenza si è deciso un'ulteriore sospensione prima fino al 13 aprile, poi fino al 4 maggio ed infine al 18 maggio. Durante il Consiglio Direttivo del 25 maggio si è deciso di concludere la stagione.

## Girone A

### Partecipanti
Il girone A comprende cinque società lombarde, tre piemontesi, due sarde e il solo Athletic Chiavari proveniente dalla Liguria. L'organico accusa cinque defezioni: oltre al Pavia e al Savigliano, anche le neopromosse Area Indoor (vincitrice della Serie C1 lombarda, con sede a Castel San Giovanni), Polisportiva Santa Maria (vincitrice del campionato ligure, con sede a Rapallo), e Fucsia Nizza (vincitrice dei play-off nazionali, con sede a Nizza Monferrato) hanno rinunciato all'iscrizione. L'Ossi è retrocesso dalla Serie A2 mentre l'Asti Orange ha vinto la Serie C1 piemontese, facendo così ritorno nei campionati nazionali dopo appena tre anni dalla rifondazione.

### Classifica[18]
|  | Pos. | Squadra           | Pt | M     | G  | V  | N | P  | GF | GS | DR  |
|  | ---- | ----------------- | -- | ----- | -- | -- | - | -- | -- | -- | --- |
|  | 1.   | FFC Cagliari      | 43 | 2.687 | 16 | 14 | 1 | 1  | 79 | 31 | +48 |
|  | 2.   | Domus Bresso      | 38 | 2.533 | 15 | 12 | 2 | 1  | 73 | 37 | +36 |
|  | 3.   | Real Cornaredo    | 34 | 2.125 | 16 | 11 | 1 | 4  | 69 | 60 | +9  |
|  | 4.   | Asti Orange       | 28 | 1.866 | 15 | 9  | 1 | 5  | 60 | 41 | +19 |
|  | 5.   | Carmagnola        | 25 | 1.562 | 16 | 8  | 1 | 7  | 79 | 68 | +11 |
|  | 6.   | Fossano           | 16 | 1.066 | 15 | 4  | 4 | 7  | 58 | 62 | -4  |
|  | 7.   | Lecco             | 15 | 1     | 15 | 4  | 3 | 8  | 48 | 61 | -13 |
|  | 8.   | Athletic Chiavari | 15 | 1     | 15 | 5  | 0 | 10 | 52 | 87 | -35 |
|  | 9.   | Videoton Crema    | 13 | 0.928 | 14 | 4  | 1 | 9  | 51 | 62 | -11 |
|  | 10.  | Ossi              | 12 | 0.75  | 16 | 4  | 0 | 12 | 47 | 81 | -34 |
|  | 11.  | Bergamo           | 6  | 0.4   | 15 | 2  | 0 | 13 | 42 | 68 | -26 |

### Verdetti
- FFC Cagliari promosso in Serie A2 2020-21[6].
- Bergamo retrocesso nella Serie C1 della Lombardia[7].
- Carmagnola e Real Cornaredo non iscritti al campionato di Serie B 2020-21[20].

## Girone B

### Partecipanti
Il girone B comprende cinque società provenienti dal Veneto, quattro dal Friuli-Venezia Giulia e tre dal Trentino-Alto Adige. Dalla Serie A2 è retrocesso il Bubi Merano mentre dai campionati regionali sono stati promossi i vincitori dell'Arzignano Team (detentori inoltre della Coppa Italia nazionale di categoria), dell'Olympia Rovereto e dell'Udine City mentre Atletico Nervesa e Palmanova hanno guadagnato la promozione tramite i play-off nazionali. A differenza delle altre neopromosse, Olympia Rovereto e Palmanova hanno già disputato la categoria, facendovi ritorno rispettivamente a uno e quattro anni di distanza dalla più recente partecipazione. Completa l'organico il ripescaggio dell'Atesina, retrocessa sul campo al termine della scorsa stagione.

### Classifica[18]
|  | Pos. | Squadra          | Pt | M     | G  | V  | N | P  | GF  | GS  | DR  |
|  | ---- | ---------------- | -- | ----- | -- | -- | - | -- | --- | --- | --- |
|  | 1.   | Atletico Nervesa | 38 | 2.111 | 18 | 12 | 2 | 4  | 106 | 58  | +48 |
|  | 2.   | Bubi Merano      | 37 | 2.055 | 18 | 11 | 4 | 3  | 89  | 62  | +27 |
|  | 3.   | Pordenone        | 34 | 2     | 17 | 11 | 1 | 5  | 82  | 53  | +29 |
|  | 4.   | Sedico           | 32 | 1.882 | 17 | 10 | 2 | 5  | 58  | 48  | +10 |
|  | 5.   | Udine City       | 31 | 1.823 | 17 | 10 | 1 | 6  | 66  | 53  | +13 |
|  | 6.   | Cornedo          | 27 | 1.588 | 17 | 9  | 0 | 8  | 86  | 76  | +10 |
|  | 7.   | Arzignano Team   | 27 | 1.588 | 17 | 8  | 3 | 6  | 56  | 53  | +3  |
|  | 8.   | Maccan Prata     | 26 | 1.529 | 17 | 8  | 2 | 7  | 64  | 56  | +8  |
|  | 9.   | Belluno          | 24 | 1.333 | 18 | 7  | 3 | 8  | 49  | 61  | -12 |
|  | 10.  | Olympia Rovereto | 15 | 0.882 | 17 | 5  | 0 | 12 | 53  | 82  | -29 |
|  | 11.  | Palmanova        | 6  | 0.352 | 17 | 2  | 0 | 15 | 49  | 106 | -57 |
|  | 12.  | Atesina          | 6  | 0.333 | 18 | 2  | 0 | 16 | 34  | 84  | -50 |

### Verdetti
- Atletico Nervesa promosso in Serie A2 2020-21[6].
- Atesina retrocessa nella Serie C1 del Trentino-Alto Adige[7].
- Bubi Merano ripescato nella Serie A2; Arzignano Team non iscritto al campionato di Serie B 2020-21[20].

## Girone C

### Partecipanti
Il girone C comprende sette società provenienti dall'Emilia-Romagna, tre dal Veneto e due dalle Marche. Aposa e Cavezzo sono le uniche squadre al debutto nella categoria, provenendo entrambe dalla Serie C1 emiliana: l'Aposa ha vinto il campionato mentre il Cavezzo è stato ripescato a completamento dell'organico. Interrotto il sodalizio con il TorreSavio, il Cesena ha aggiustato la propria denominazione in "Futsal Cesena".

### Classifica[18]
|  | Pos. | Squadra               | Pt | M     | G  | V  | N | P  | GF | GS | DR  |
|  | ---- | --------------------- | -- | ----- | -- | -- | - | -- | -- | -- | --- |
|  | 1.   | Città di Mestre       | 43 | 2.529 | 17 | 14 | 1 | 2  | 81 | 28 | +53 |
|  | 2.   | Altamarca             | 32 | 1.882 | 17 | 10 | 2 | 5  | 76 | 41 | +35 |
|  | 3.   | Vicinalis             | 32 | 1.882 | 17 | 10 | 2 | 5  | 65 | 54 | +11 |
|  | 4.   | Corinaldo             | 29 | 1.705 | 17 | 9  | 2 | 6  | 83 | 69 | +14 |
|  | 5.   | Faventia              | 28 | 1.647 | 17 | 9  | 1 | 7  | 71 | 65 | +5  |
|  | 6.   | Cesena                | 25 | 1.470 | 17 | 8  | 1 | 8  | 56 | 68 | -12 |
|  | 7.   | Pro Patria San Felice | 21 | 1.235 | 17 | 6  | 3 | 8  | 78 | 81 | -3  |
|  | 8.   | Eta Beta              | 20 | 1.176 | 17 | 6  | 2 | 9  | 47 | 56 | -9  |
|  | 9.   | Bagnolo               | 18 | 1.058 | 17 | 5  | 3 | 9  | 67 | 86 | -19 |
|  | 10.  | Aposa                 | 18 | 1.058 | 17 | 5  | 3 | 9  | 51 | 74 | -23 |
|  | 11.  | Cavezzo               | 16 | 0.941 | 17 | 4  | 4 | 9  | 52 | 58 | -6  |
|  | 12.  | Sant'Agata            | 11 | 0.647 | 17 | 3  | 2 | 12 | 45 | 92 | -47 |

### Verdetti
- Città di Mestre promosso in Serie A2 2020-21[6].
- Sant'Agata retrocesso nella Serie C1 dell'Emilia-Romagna ma successivamente ripescato[7]; Cavezzo non iscritto al campionato di Serie B 2020-21[20].

## Girone D

### Partecipanti
Il girone D comprende sei società toscane, quattro marchigiane e due umbre. Dalla Serie A2 sono retrocessi l'Atlante Grosseto e il Prato mentre Lastrigiana (con sede a Lastra a Signa), CTS Grafica (con sede a Città di Castello) e Polisportiva Cagli hanno vinto i rispettivi campionati regionali. Tutte le neopromosse, compreso il Grottaccia che ha vinto i play-off nazionali, sono al debutto nella categoria.

### Classifica[18]
|  | Pos. | Squadra          | Pt | M     | G  | V  | N | P  | GF  | GS  | DR  |
|  | ---- | ---------------- | -- | ----- | -- | -- | - | -- | --- | --- | --- |
|  | 1.   | Prato            | 47 | 2.611 | 18 | 15 | 2 | 1  | 97  | 38  | +59 |
|  | 2.   | Vis Gubbio       | 45 | 2.5   | 18 | 15 | 0 | 3  | 134 | 68  | +66 |
|  | 3.   | CUS Ancona       | 39 | 2.294 | 17 | 13 | 0 | 4  | 90  | 48  | +42 |
|  | 4.   | Askl             | 31 | 1.823 | 17 | 10 | 1 | 6  | 61  | 52  | +9  |
|  | 5.   | Sangiovannese    | 31 | 1.722 | 18 | 9  | 4 | 5  | 74  | 66  | +8  |
|  | 6.   | Mattagnanese     | 23 | 1.277 | 18 | 7  | 2 | 9  | 79  | 80  | -1  |
|  | 7.   | Lastrigiana      | 20 | 1.176 | 17 | 6  | 2 | 9  | 64  | 70  | -6  |
|  | 8.   | Atlante Grosseto | 19 | 1.117 | 17 | 6  | 1 | 10 | 61  | 62  | -1  |
|  | 9.   | Poggibonsese     | 20 | 1.111 | 18 | 6  | 2 | 10 | 80  | 97  | -17 |
|  | 10.  | Grottaccia       | 16 | 0.941 | 17 | 5  | 1 | 11 | 41  | 87  | -46 |
|  | 11.  | Cagli            | 12 | 0.705 | 17 | 3  | 3 | 11 | 53  | 90  | -37 |
|  | 12.  | CTS Grafica      | 3  | 0.166 | 18 | 1  | 0 | 17 | 41  | 117 | -76 |

### Verdetti
- Prato promosso in Serie A2 2020-21[6].
- CTS Grafica retrocesso nella Serie C1 dell'Umbria[7].
- Vis Gubbio ripescata nella Serie A2; Mattagnanese e Poggibonsese non iscritte al campionato di Serie B 2020-21[20].

## Girone E

### Partecipanti
Il girone E comprende otto società laziali e tre sarde. Dalla Serie C1 sono stati promossi Carbognano e Velletri, vincitori dei due gironi laziali, i campioni sardi del Monastir Kosmoto nonché il Real Terracina che si è imposto nei play-off nazionali. Tutte le neopromosse sono al debutto nella categoria. Interrotto il sodalizio con l'Aniene, la Roma 3Z ha potuto iscriversi in Serie B grazie al titolo sportivo dell'AM Savio che invece ha dismesso la sua prima squadra. Il posto vuoto lasciato dalla rinuncia dell'Atletico New Team è stato riempito dal ripescaggio dei cagliaritani della Jasnagora.

### Classifica[18]
|  | Pos. | Squadra           | Pt | M     | G  | V  | N | P  | GF | GS | DR  |
|  | ---- | ----------------- | -- | ----- | -- | -- | - | -- | -- | -- | --- |
|  | 1.   | Monastir          | 34 | 2.125 | 16 | 11 | 1 | 4  | 71 | 49 | +22 |
|  | 2.   | Sporting Juvenia  | 36 | 2.117 | 17 | 11 | 3 | 3  | 76 | 53 | +23 |
|  | 3.   | Fortitudo Pomezia | 35 | 2.058 | 17 | 11 | 2 | 4  | 73 | 46 | +27 |
|  | 4.   | Velletri          | 26 | 1.625 | 16 | 8  | 2 | 6  | 90 | 84 | +6  |
|  | 5.   | Aprilia           | 25 | 1.562 | 16 | 8  | 1 | 7  | 60 | 64 | -4  |
|  | 6.   | Carbognano        | 24 | 1.5   | 16 | 7  | 3 | 6  | 74 | 67 | +7  |
|  | 7.   | Real Terracina    | 23 | 1.437 | 16 | 6  | 5 | 5  | 79 | 76 | +3  |
|  | 8.   | Roma 3Z           | 23 | 1.352 | 17 | 7  | 2 | 8  | 74 | 82 | -8  |
|  | 9.   | Jasnagora         | 20 | 1.25  | 16 | 6  | 2 | 8  | 63 | 67 | -4  |
|  | 10.  | Forte Colleferro  | 7  | 0.437 | 16 | 2  | 1 | 13 | 36 | 68 | -32 |
|  | 11.  | Club San Paolo    | 5  | 0.294 | 17 | 1  | 2 | 14 | 36 | 76 | -40 |

### Verdetti
- Monastir Kosmoto promosso in Serie A2 2020-21[6].
- Club San Paolo retrocesso nella Serie C1 della Sardegna[7].
- Sporting Juvenia ripescato nella Serie A2; Carbognano non iscritto al campionato di Serie B 2020-21[20].

## Girone F

### Partecipanti
Il girone F comprende 5 società campane, altrettante lucane e la sola New Taranto proveniente dalla Puglia. In aggiunta al vuoto provocato dall'esclusione dell'Academy Marigliano nel corso del precedente campionato di Serie A2, l'organico accusa quattro ulteriori defezioni: Altamura, Guardia Perticara e Lausdomini hanno rinunciato all'iscrizione mentre il Real San Giuseppe è stato ripescato in Serie A2. Dalla Serie C1 sono stati promossi i Leoni Futsal Club Acerra e il San Gerardo Potenza, vincitori dei rispettivi campionati regionali, nonché il Sipremix Limatola che ha conseguito la promozione tramite i play-off nazionali. Durante l'estate l'Or.Sa. Aliano ha spostato il campo da gioco a Viggiano, adeguando la propria denominazione in "Or.Sa. Viggiano".

### Classifica[18]
|  | Pos. | Squadra             | Pt | M     | G  | V  | N | P  | GF  | GS  | DR  |
|  | ---- | ------------------- | -- | ----- | -- | -- | - | -- | --- | --- | --- |
|  | 1.   | Bernalda            | 41 | 2.562 | 16 | 13 | 2 | 1  | 117 | 45  | +72 |
|  | 2.   | New Taranto         | 41 | 2.411 | 17 | 13 | 2 | 2  | 111 | 60  | +51 |
|  | 3.   | Limatola            | 27 | 1.8   | 15 | 8  | 3 | 4  | 67  | 50  | +17 |
|  | 4.   | Futura Matera       | 24 | 1.5   | 16 | 8  | 0 | 8  | 58  | 63  | -5  |
|  | 5.   | Parete              | 22 | 1.466 | 15 | 7  | 1 | 7  | 53  | 47  | +6  |
|  | 6.   | Junior Domitia      | 24 | 1.411 | 17 | 7  | 3 | 7  | 70  | 65  | +5  |
|  | 7.   | Or.Sa. Viggiano     | 21 | 1.312 | 16 | 6  | 3 | 7  | 52  | 60  | -8  |
|  | 8.   | Leoni Acerra        | 18 | 1.125 | 16 | 6  | 0 | 10 | 75  | 90  | -15 |
|  | 9.   | Real Team Matera    | 15 | 0.937 | 16 | 5  | 0 | 11 | 60  | 107 | -47 |
|  | 10.  | Alma Salerno        | 13 | 0.764 | 17 | 4  | 1 | 12 | 62  | 111 | -49 |
|  | 11.  | San Gerardo Potenza | 10 | 0.666 | 15 | 3  | 1 | 11 | 57  | 84  | -27 |

### Verdetti
- Bernalda promosso in Serie A2 2020-21[6].
- San Gerardo Potenza retrocesso nella Serie C1 della Basilicata[7].
- Or.Sa. Viggiano e New Taranto ripescati nella Serie A2; Futura Matera, Limatola e Real Team Matera non iscritti al campionato di Serie B 2020-21[20].

## Girone G

### Partecipanti
Il girone G comprende 7 società pugliesi, due abruzzesi e altrettante molisane. L'organico accusa cinque defezioni: il Bisceglie, retrocesso dalla Serie A2, è stato ripescato nella medesima categoria mentre Città di Chieti e Ruvo, così come le neopromosse Atletico Sambuceto (con sede a San Giovanni Teatino) ed Eraclio (con sede a Barletta), vincitrici dei rispettivi campionati regionali, hanno rinunciato all'iscrizione. Dalla Serie C molisana sono stati promossi il Torremaggiore, detentore del titolo regionale pur avendo sede in provincia di Foggia, e lo Sporting Venafro, finalista della fase nazionale della Coppa Italia di categoria. Free Time (con sede a L'Aquila) e Olympique Ostuni hanno conseguito la promozione tramite i play-off nazionali mentre la Diaz Bisceglie, retrocessa sul campo al termine della scorsa stagione, è stata ripescata a parziale completamento dell'organico. Tutte le neopromosse sono al debutto nella categoria eccetto l'Olympique Ostuni che vi fa ritorno dopo due anni di assenza.

### Classifica[18]
|  | Pos. | Squadra            | Pt | M     | G  | V  | N | P  | GF | GS | DR  |
|  | ---- | ------------------ | -- | ----- | -- | -- | - | -- | -- | -- | --- |
|  | 1.   | Capurso            | 41 | 2.411 | 17 | 13 | 2 | 2  | 96 | 57 | +39 |
|  | 2.   | Giovinazzo         | 36 | 2.25  | 16 | 12 | 0 | 4  | 85 | 45 | +40 |
|  | 3.   | Aquile Molfetta    | 29 | 1.812 | 16 | 9  | 2 | 5  | 66 | 49 | +17 |
|  | 4.   | Chaminade          | 29 | 1.705 | 17 | 9  | 2 | 6  | 66 | 56 | +10 |
|  | 5.   | Sporting Venafro   | 26 | 1.625 | 16 | 7  | 5 | 4  | 87 | 79 | +8  |
|  | 6.   | Canosa             | 19 | 1.266 | 15 | 6  | 1 | 8  | 72 | 74 | -2  |
|  | 7.   | Real Dem           | 19 | 1.266 | 15 | 6  | 1 | 8  | 58 | 65 | -9  |
|  | 8.   | Olympique Ostuni   | 17 | 1.062 | 16 | 5  | 2 | 9  | 47 | 77 | -30 |
|  | 9.   | Diaz Bisceglie     | 15 | 1     | 15 | 4  | 3 | 8  | 46 | 50 | -4  |
|  | 10.  | Torremaggiore      | 15 | 0.882 | 17 | 4  | 3 | 10 | 49 | 81 | -32 |
|  | 11.  | Free Time L'Aquila | 6  | 0.375 | 16 | 1  | 3 | 12 | 44 | 81 | -37 |

### Verdetti
- Capurso promosso in Serie A2 2020-21[6].
- Free Time L'Aquila retrocesso nella Serie C1 dell'Abruzzo[7].
- Giovinazzo ripescato nella Serie A2; Olympique Ostuni non iscritto al campionato di Serie B 2020-21[20].

## Girone H

### Partecipanti
Il girone H comprende sette società siciliane e Quattro calabresi. Dalla Serie C1 sono state promosse la Nuova Pro Nissa (con sede a Caltanissetta) e la GEAR Sport (con sede a Piazza Armerina), vincitrici dei due gironi siciliani, mentre il Bovalino si è imposto nel campionato calabrese. L'organico patisce, tuttavia, cinque defezioni: Cataforio e Regalbuto sono stati ripescati in Serie A2 mentre Farmacia Centrale Paola, Mabbonath e Real Parco hanno rinunciato all'iscrizione. Per compensare almeno in parte le assenze, sono stati ripescati Città di Cosenza, Lamezia Soccer e SIAC Messina, tutti al debutto nella categoria, nonché il retrocesso Mascalucia Futsal.

### Classifica[18]
|  | Pos. | Squadra             | Pt | M     | G  | V  | N | P  | GF  | GS  | DR  |
|  | ---- | ------------------- | -- | ----- | -- | -- | - | -- | --- | --- | --- |
|  | 1.   | Città di Cosenza    | 46 | 2.875 | 16 | 15 | 1 | 0  | 85  | 40  | +45 |
|  | 2.   | Bovalino            | 34 | 2     | 17 | 10 | 4 | 3  | 102 | 61  | +41 |
|  | 3.   | Lamezia             | 30 | 1.875 | 16 | 9  | 3 | 4  | 61  | 50  | +11 |
|  | 4.   | Pro Nissa           | 29 | 1.812 | 16 | 10 | 2 | 4  | 103 | 57  | +46 |
|  | 5.   | GEAR Sport          | 28 | 1.75  | 16 | 8  | 4 | 4  | 90  | 74  | +16 |
|  | 6.   | Polisportiva Futura | 25 | 1.47  | 17 | 8  | 1 | 8  | 101 | 82  | +19 |
|  | 7.   | Arcobaleno Ispica   | 20 | 1.25  | 16 | 5  | 5 | 6  | 76  | 81  | -5  |
|  | 8.   | Akragas             | 15 | 0.937 | 16 | 4  | 3 | 9  | 42  | 65  | -23 |
|  | 9.   | Mascalucia          | 13 | 0.812 | 16 | 3  | 4 | 9  | 49  | 72  | -23 |
|  | 10.  | SIAC Messina        | 10 | 0.588 | 17 | 3  | 1 | 13 | 39  | 101 | -62 |
|  | 11.  | Mascalucia Futsal   | 2  | 0.117 | 17 | 0  | 2 | 15 | 46  | 111 | -65 |

### Verdetti
- Città di Cosenza promosso in Serie A2 2020-21[6].
- Bovalino, GEAR Sport e SIAC Messina ripescati nella Serie A2; Mascalucia Futsal retrocesso nella Serie C1 della Sicilia[7] ma successivamente ripescato; Akragas non iscritto al campionato di Serie B 2020-21[20].